# Haraszti Mészáros Erzsébet
Haraszti Mészáros Erzsébet (H. Mészáros Erzsébet) (Alsószeli, 1939. május 31. –) szlovákiai magyar újságíró, szerkesztő, lapkiadó- és lapalapító.

## Munkássága
A pozsonyi közgazdasági középiskola befejezése után 1958-ban a Szabad Földműves c. szlovákiai magyar hetilapnál helyezkedett el gyakornokként. 1961-től a Dolgozó Nő című hetilap munkatársa lett. 1966-ban a folyóirat Nő címmel jelent meg, hetilapként, 1969-től mellékletként megjelentették a Barátnő magazint is. 1971-től megbízták, majd 1972-ben kinevezték a hetilap és a melléklet főszerkesztőjévé. Ez a mellékletet családnevelési folyóiratként terjesztették a Nő mellett.
Vezetése alatt jelentősen megnőtt a Nő hetilap társadalmi tekintélye, olvasottsága, a nemzetiségi életben betöltött szerepe. Az általa szerkesztett lapokban helyet, szót adott a publikálástól eltiltott csehszlovákiai magyar íróknak, költőknek. A hetvenes években a Barátnő jelentős kulturális kiviteli tétellé vált (60 ezer pld-ban vették át Magyarországon), amelynek ellenében lehetővé vált magyarországi sajtótermékek behozatala a szlovákiai magyar olvasók számára.
A szlovákiai magyar iskolák védelmében írt riportok közlése miatt a lapokat kiadó Szlovákiai Nőszövetség 1984 végén visszahívta főszerkesztői tisztségéből. 1985-ben a Szabad Földműves, később 1987-ben az Új Szó szerkesztője lett, majd a rendszerváltás után – miután 1990-ben a Szabad Földműves munkatársai leváltották az addigi főszerkesztőt –, felkérték, hogy vállalja el a szerkesztőség vezetését. A lap megszüntetése után munkatársaival megalapított a Gazda Kft-t, ami 1991-től kiadta a Szabad Földműves Újság napilapot és a Jó Gazda magazint. Évkönyvek, kalendáriumok szerkesztője (pl. A Család Évkönyve négy évfolyama stb.), szakács- és életmódkönyvek szerzője, összeállítója.
1991-ben Széchenyi Emlékéremmel, 2005-ben A Szlovák Köztársaság Kormányának Ezüstkeresztjével tüntették ki. Később hosszú éveken át a Szabad Újságban vezeti az Agrárvilág és Kertészkedés rovatot.
2019-ben létrehozta a Nyugdíjban című, nyugdíjasoknak szóló weboldalát. (ISSN 2644-6529)

## Családja
Apja Mészáros Miklós (1909-1988), kertész, anyja Papp Gizella (1919-1994).
Gyermekei: Haraszti Mária (1959) költő író, szerkesztő és Haraszti Gyula (1962) villamosmérnök.

## Díjai
- 1991 Széchenyi Emlékérem
- 2005 A Szlovák Köztársaság Ezüstplakettje[13]

## Művei
- H. Mészáros Erzsébet: Vadételek (AB-ART Könyvkiadó, 1998, 48 oldal) ISBN 80-88763-53-3
- H. Mészáros Erzsébet: Karácsonyi asztal (A háziasszony kiskönyvtára) (AB-ART Könyvkiadó, 1997, 48 oldal) ISBN 80-88763-14-2
- H. Mészáros Erzsébet: Termeszthető gyógynövények[14] (AB-ART Könyvkiadó, 2000, 240 oldal) ISBN 80-88763-64-9
- Haraszti Mészáros Erzsébet (szerk.): A szülőföld kérdez (Microgramma, 2013, 160 oldal) ISBN 978-80-85751-10-9 Archiválva 2023. december 26-i dátummal a Wayback Machine-ben